# Order „Za Zasługi dla Litwy”

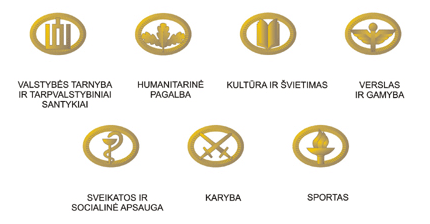
Owalne zawieszki określające dziedzinę, w której order został nadany

Order „Za Zasługi dla Litwy” (lit. Ordinas „Už nuopelnus Lietuvai”) – order litewski ustanowiony  w 2002 jako wyróżnienie dla osób, które zasłużyły się dla Państwa Litewskiego.

## Podział i zasady przyznawania
Order za Zasługi dla Litwy dzieli się na pięć klas:
- I klasa – Krzyż Wielki (lit. Didysis kryžius) – w dwu odmianach dla kawalerów i dla dam. Odmiana nadawana damom ma węższe wymiary wstążki;
- II klasa – Krzyż Wielki Komandorski (lit. Komandoro didysis kryžius);
- III klasa – Krzyż Komandorski (lit. Komandoro kryžius);
- IV klasa – Krzyż Oficerski (lit. Karininko kryžius);
- V klasa – Krzyż Kawalerski (ew. Rycerski) (lit. Riterio kryžius).

Order jest nadawany za szczególne zasługi dla Państwa Litewskiego, a dziedzina w której został przyznany oznaczana jest jedną z siedmiu zawieszek, do której mocowane są insygnia orderowe.
Wraz z orderem ustanowiono także (powiązany z nim) Medal Orderu "Za Zasługi dla Litwy".

## Wygląd
Odznaką Orderu „Za Zasługi dla Litwy” jest dosyć niezwykły w kształcie złoty krzyż grecki z podwójnym dolnym ramieniem, wypełniony białą emalią. Wszystkie ramiona krzyża są zaostrzone, a pomiędzy każdym widać po trzy złote promienie. Na środku odznaki znajduje się litewska Pogoń wykonana z oksydowanego srebra. Na rewersie odznaki umieszczona jest łacińska inskrypcja PRO/LITUANIA (Dla Litwy) i data „2002”, a dookoła, na każdym z pięciu ramion krzyża, widnieją herby największych litewskich miast: Wilna, Kowna, Szawli, Poniewieża i Kłajpedy. Order zawieszany jest na owalnej zawieszce określającej w jakiej dziedzinie został przyznany. Istnieje siedem odznak:
- Słupy Giedymina – za zasługi w dziedzinie krajowej i międzynarodowej służby państwowej
- trzy liście dębu – za zasługi humanitarne
- otwarta książka – za zasługi kulturalne
- skrzydełka kaduceusza – za zasługi w dziedzinie przedsiębiorczości i przemysłu
- kielich Higiei – za zasługi w dziedzinie lecznictwa
- skrzyżowane miecze – za zasługi w dziedzinie wojskowości
- znicz – za zasługi sportowe

Order umocowany jest na wstążce ze szkarłatnej mory z bordiurą w kolorach narodowych Litwy. Szerokość wstążki Krzyża Wielkiego: 100 mm dla kawalerów, 65 mm dla dam, 40 mm dla Krzyża Komandorskiego, 32 mm dla Krzyża Oficerskiego i Kawalerskiego. Odznaczonym orderem I klasy przysługuje również gwiazda orderowa wielkości 85 mm w kształcie srebrnej dziewięcioramiennej gwiazdy z wyobrażeniem odznaki orderu pośrodku.

## Insygnia

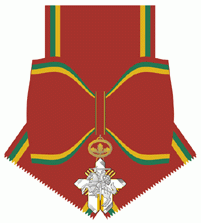
Krzyż Wielki
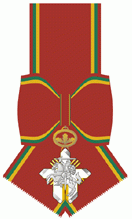
Krzyż Wielki (damski)
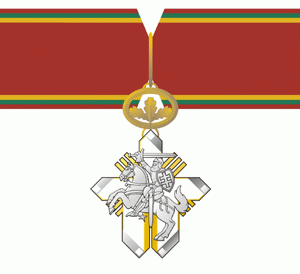
Wielki Krzyż Komandorski
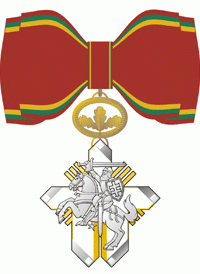
Wielki Krzyż Komandorski (damski)
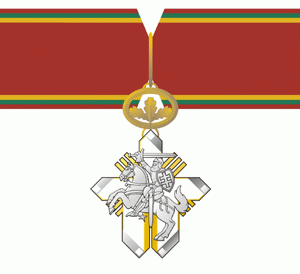
Krzyż Komandorski
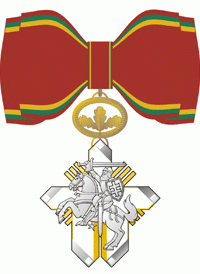
Krzyż Komandorski (damski)
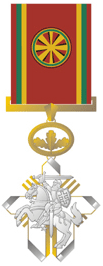
Krzyż Oficerski
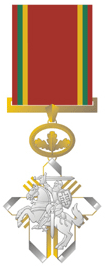
Krzyż Kawalerski